# Малика-хатун
Малика-хатун (перс. ملیکا خاتون‎; ? — после 1226 года) — царевна из династии Сельджукидов, жена атабека Узбека и хорезмшаха Джелал ад-Дина.

## Биография
Дочь султана Ирака Тогрула III; в 1194 году её отец погиб в ходе войны с хорезмшахом Текешем. Она вышла замуж за правителя государства Ильдегизидов Узбека и была фактическим правителем государства, поскольку сам Узбек проводил время в пирах и азартных играх. Само государство было ослаблено из-за постоянных войн с соседними государствами.
Во время войны государства Ильдегизидов с хорезмийцами находилась в Тебризе, после взятия которого попала в плен и была отправлена в Хой. Она отправила посланниц к Джелал ад-Дину с намерением стать его женой, уведомив его о разводе с бывшим мужем. Хорезмшах согласился, но при условии если она докажет истинность развода; она утверждала, что её супруг дал ей развод, обвинив в измене и кади оформил развод. Став женой Джелала-ад-Дина, она получила в качестве приданного помимо Хоя, Урмию и Сельмас с окрестностями.  Узнав, что его жена вышла замуж за другого, атабек Узбек скончался от приступа лихорадки.
Оставленная супругом в Хое попала в плен к хаджибу Али Хусам ад-дину, который захватил города Хой, Меренд и Нахичевань, при этом забрав казну и увезя Малику в Хилат; дальнейшая её судьба неизвестна.